# Ambrose Mandvulo Dlamini
Ambrose Mandvulo Dlamini, także Mandvulo Dlamini (ur. 5 marca 1968, zm. 13 grudnia 2020 w Johannesburgu) – suazyjski menedżer i urzędnik państwowy, premier Eswatini od 29 października 2018 do 13 grudnia 2020.

## Życiorys
Pochodzi z Mbekelweni. Wnuk księcia Malunge, brata króla Sobhuzy II i syn Mandvulo. Ukończył studia na University of Eswatini i zdobył MBA z handlu na Hampton University. Pracował w różnych bankach (m.in. Standard Banku), dochodząc do stanowisk kierowniczych. Został dyrektorem generalnym Nedbanku (2003–2010) i firmy telekomunikacyjnej MTN Eswatini (2010–2018), części koncernu MTN Group z Republiki Południowej Afryki. Nie ma doświadczenia w polityce. 27 października 2018 ogłoszony przez króla Mswatiego III premierem Eswatini, zaprzysiężono go 29 października. Jest najmłodszym szefem rządu w historii państwa. 16 listopada 2020 roku Dlamini uzyskał pozytywny wynik testu na obecność COVID-19. Tego samego dnia został hospitalizowany. Na początku grudnia został przewieziony do szpitala w RPA. Dlamini zmarł 13 grudnia 2020 w wieku 52 lat.